# Ă
Ă (chữ in) hoặc ă (chữ thường), là một mẫu tự trong chính tả tiếng Việt và tiếng Rumani chuẩn. Trong tiếng Rumani, nó được dùng để đại diện cho nguyên âm giữa không uốn lưỡi, trong khi trong tiếng Việt nó đại diện cho âm a ngắn. Nó là mẫu tự thứ hai trong cả bảng mẫu tự tiếng Rumani và tiếng Việt.
Ă/ă còn được dùng để chuyển tự mẫu tự Ъ/ъ trong tiếng Bulgaria trong ngôn ngữ Slovak, Séc, và Thụy Điển.

## 'Ă' trong tiếng Rumani
Âm đại diện cho ă trong tiếng Rumani, mặc dù được gọi là schwa (có thể tưởng nhầm là âm lỏng không trọng âm), lại là một nguyên âm. Không giống như tiếng Anh hay tiếng Pháp, nhưng lại tương tự tiếng Bulgaria và tiếng Afrikaans, nó có thể được đọc có trọng âm. Có những từ mà nó chỉ đóng vai trò là nguyên âm, như "măr" /mər/ (táo) hoặc "văd" /vəd/ (Ra thế). Hơn nữa, một số từ cũng chứa những nguyên âm khác có thể nhấn âm ở ă, như trong ví dụ "cărțile" /'kər.ʦi.le/ (những cuốn sách) và "odăi" /o'dəj/ (những cái phòng).

## 'Ă' trong tiếng Việt
Ă là chữ cái thứ hai trong Bảng chữ cái tiếng Việt và đại diện cho âm /a/, khi được phát âm riêng lẻ trong bản chữ cái sẽ được phát âm như á. Vì tiếng Việt là ngôn ngữ âm, mẫu tự này có thể có 5 dấu thanh ở dưới hoặc trên nó. Xem ngữ âm tiếng Việt.
- Thanh Huyền:Ằ ằ,
- Thanh Sắc:Ắ ắ,
- Thanh Hỏi:Ẳ ẳ,
- Thanh Ngã:Ẵ ẵ,
- Thanh Nặng:Ặ ặ.

## Cách phát âm
Trong tiếng Việt, "ă" được phát âm là "á".